# Congres van de Geconfedereerde Staten van Amerika

Grootzegel van de Geconfedereerde Staten van Amerika

Het Congres van de Geconfedereerde Staten van Amerika (Engels: Congress of the Confederate States of America) is de benaming voor het tweekamerparlement van de Geconfedereerde Staten van Amerika (CSA).
De twee kamers van het Congres waren het:
- Huis van Afgevaardigden van de Geconfedereerde Staten van Amerika (House of Representatives of the Confederate States of America) - lagerhuis
- Senaat van de Geconfedereerde Staten van Amerika (Senate of the Confederate States of America) - hogerhuis

Het Congres van de Geconfedereerde Staten van Amerika leek sterk op het Congres van de Verenigde Staten van Amerika (Congress of the United States of America) en had zuiver wetgevende bevoegdheden.

## Geschiedenis
Na de afscheiding van zeven zuidelijke staten van de Verenigde Staten, Alabama, Louisiana, Florida, Mississippi, Georgia, South Carolina en Texas tussen december 1860 en mei 1861 kwamen de Geconfedereerde Staten van Amerika (CSA) tot stand. Afgevaardigden van deze staten kwamen in Montgomery, Alabama samen en vormden het Voorlopig Congres van de Geconfedereerde Staten van Amerika (Provisional Congress of the Confederate States of America). Dit voorlopige parlement koos Jefferson Davis tot president van de Geconfedereerde Staten van Amerika (18 februari 1861), ontwierp de nationale vlag (5 maart 1861) en keurde de grondwet goed (11 maart 1861). Het Voorlopig Congres met afgevaardigden van zeven kwam in totaal in twee sessies bijeen (februari - maart 1861).
Na de aanval op Fort Sumter in april 1861 scheidden nog vier zuidelijke staten (Virginia, Arkansas, Tennessee en North Carolina) zich van de Verenigde Staten af. De nieuwe samenstelling van de CSA kwam met afgevaardigden in nog drie sessies in de nieuwe Geconfedereerde hoofdstad Richmond, Virginia bijeen (april 1861 en juli 1861).

### Eerste Congres van de CSA
Op 6 november 1861 werden er verkiezingen gehouden voor het eerste Congres. Ieder staatsparlement koos twee senatoren voor de Senaat en de kiezerskorpsen van de staten (kiesrecht was er alleen voor vrije mannen, slaven hadden vanzelfsprekend geen kiesrecht) kozen afgevaardigden voor het Huis van Afgevaardigden. Virginia, de staat met de meeste inwoners, leverde de meeste afgevaardigden, terwijl het toen nog dunbevolkte Florida maar twee afgevaardigden leverde. Ook het Territorium Arizona vaardigde één persoon af naar het Congres, evenals de Cherokee en de Choctawindianen.
Het eerste Congres van de CSA kwam in vier sessies bijeen:
- 1ste sessie: 18 februari 1862 - 21 april 1862
- 2de sessie: 18 augustus 1862 - 13 oktober 1862
- 3de sessie: 12 januari 1863 - 1 mei 1863
- 4de sessie: 7 december 1863 - 17 januari 1864

### Leiderschap
Senaat
| Afbeelding                                   | persoon                                   | periode                            |
| -------------------------------------------- | ----------------------------------------- | ---------------------------------- |
| Voorzitter President                         |                                           |                                    |
| Alexander Hamilton Stephens                  | Vicepresident Alexander Hamilton Stephens | 18 februari 1862 - 17 januari 1864 |
| Voorzitter pro tempore President pro tempore |                                           |                                    |
| Robert Mercer Taliaferro Hunter              | Robert Mercer Taliaferro Hunter           | 18 februari 1862 - 17 januari 1864 |

Huis van Afgevaardigden
| Afbeelding                                      | persoon                  | periode                            |
| ----------------------------------------------- | ------------------------ | ---------------------------------- |
| Voorzitter President                            |                          |                                    |
| Zegel van de Geconfedereerde Staten van Amerika | Thomas Stanley Bocock    | 18 februari 1862 - 17 januari 1864 |
| Voorzitter pro tempore President pro tempore    |                          |                                    |
| Jabez Lamar Monroe Curry                        | Jabez Lamar Monroe Curry | 18 februari 1862 - 17 januari 1864 |

### Tweede Congres van de CSA
In november 1863 vonden er opnieuw verkiezingen plaats voor het Congres van de CSA. Dit waren de laatste landelijke verkiezingen in de Geconfedereerde Staten. Het tweede Congres zou zijn termijn nooit volmaken, omdat de overwinning van het Noorden op het Zuiden in april 1865 een einde maakte aan de Geconfedereerde Staten.
Het tweede Congres van de CSA kwam in twee sessies bijeen:
- 1ste sessie: 2 mei 1864 - 14 juni 1864
- 2de sessie: 7 november 1864 - 18 maart 1865

### Leiderschap
Senaat
| Afbeelding                                                      | persoon                                   | periode                    |
| --------------------------------------------------------------- | ----------------------------------------- | -------------------------- |
| Voorzitter President                                            |                                           |                            |
| Alexander Hamilton Stephens                                     | Vicepresident Alexander Hamilton Stephens | 2 mei 1864 - 18 maart 1865 |
| Voorzitter pro tempore President pro tempore                    |                                           |                            |
| Robert Mercer Taliaferro Hunter                                 | Robert Mercer Taliaferro Hunter           | 2 mei 1864 - 18 maart 1865 |
| Interim Voorzitter pro tempore President pro tempore ad interim |                                           |                            |
| William Alexander Graham                                        | William Alexander Graham                  | 2 mei 1864 - 18 maart 1865 |

Huis van Afgevaardigden
| Afbeelding                                      | persoon                     | periode                    |
| ----------------------------------------------- | --------------------------- | -------------------------- |
| Voorzitter President                            |                             |                            |
| Zegel van de Geconfedereerde Staten van Amerika | Thomas Stanley Bocock       | 2 mei 1864 - 18 maart 1865 |
| Voorzitter pro tempore                          |                             |                            |
| Zegel van de Geconfedereerde Staten van Amerika | William Parish Chilton, Sr. | 2 mei 1864 - 18 maart 1865 |

## Capitol van de Geconfedereerde Staten van Amerika

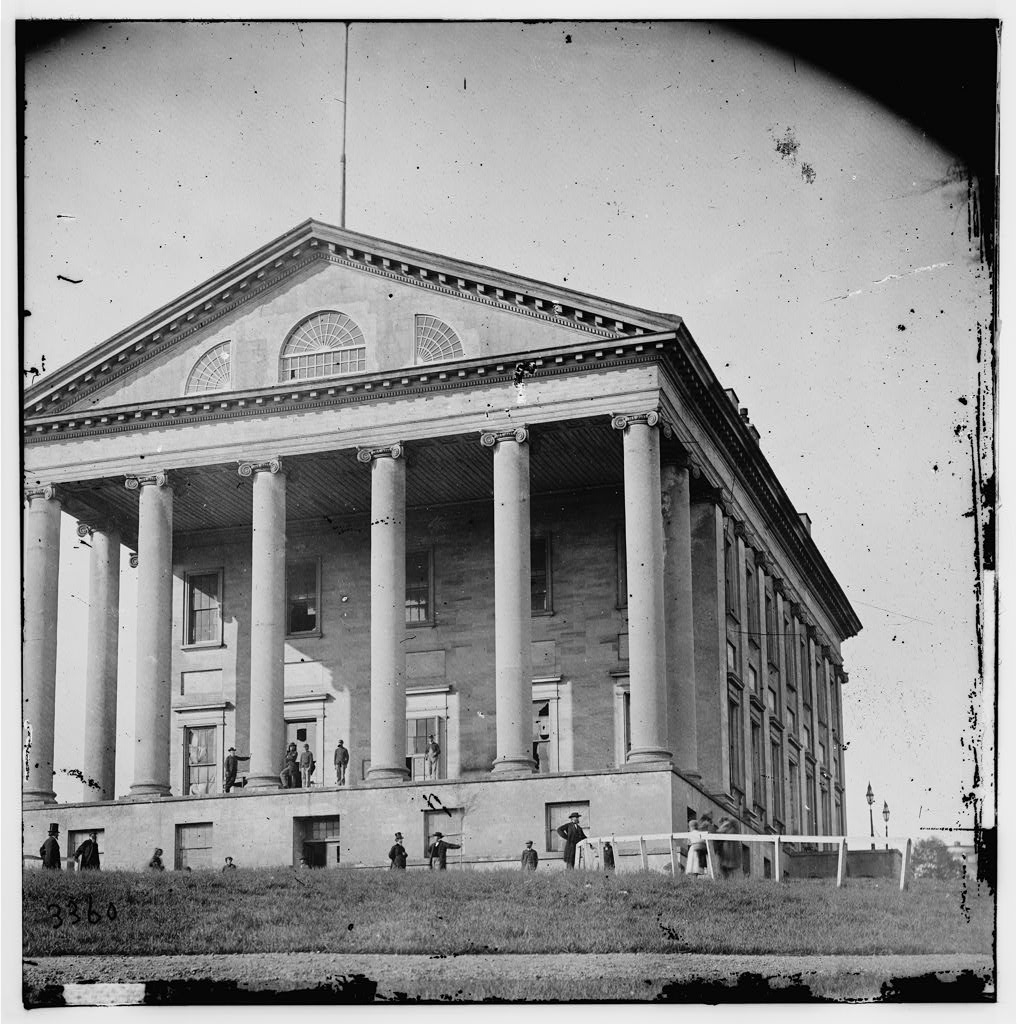
Capitol van de CSA, Richmond in 1865

Het Congres van de CSA was sinds 1861 gevestigd in de Virginia State Capitol, het parlement van de staat Virginia. Het Capitol stond in de hoofdstad van Virginia, Richmond, die tevens als hoofdstad van de CSA fungeerde.
Het Capitol werd ontworpen door Thomas Jefferson en was gemodelleerd naar het beroemde Maison Carrée in het Franse Nîmes. In 1785 werd met de bouw begonnen en in 1792 kwam het gebouw gereed. Na de verovering van Richmond door de Unie werd het gebouw gespaard - veel andere gebouwen vielen ten prooi aan de vlammen - en op 3 april 1865 plantte luitenant Johnston de Peyster (1846-1903) - van Nederlandse afkomst - de vlag van de Verenigde Staten, de Stars and Stripes op het dak van het Capitol. Kort daarna bracht president Abraham Lincoln - een week voor hij werd vermoord - een bezoek aan het Capitol in Richmond.
Na de oorlog werd het Capitol weer de zetel van het parlement van Virginia.